# Държавен архив – Благоевград
Държавен архив – Благоевград е отдел в дирекция „Регионален държавен архив“ – София.

## Дейност
В него се осъществява подбор, комплектуване, регистриране, обработване, съхраняване и предоставяне за използване на определените за постоянно запазване документи на областната администрация, на общините на територията на Благоевградска област, на териториалните структури на държавните органи и на други държавни и общински институции, организации и значими личности от местно значение, както и научно-методическото ръководство и контрол на организацията на работата с документите в деловодствата и учрежденските архиви, тяхното опазване и използване.
Към архива функционират читалня и библиотека. В научно-справочната библиотека са заведени 3340 тома специализирана литература по история, архивистика и други области на науката, речници, енциклопедии, справочници, пътеводители, каталози, документални сборници и периодични издания.

## История
Архивът е създаден през 1952 г. като отдел на Окръжно управление на Министерство на вътрешните работи – Благоевград. От 1961 г. е на административно подчинение на Окръжен народен съвет – Благоевград, а от 1988 г. е в структурата на Община – Благоевград. През 1992 г. преминава на пряко административно подчинение на Главно управление на архивите при Министерски съвет. От 1978 г. получава статут на дирекция, а през 2010 г. е преструктуриран в отдел. От 1990 г. архивът се помещава в самостоятелна административна сграда в централната градска част на Благоевград.

## Фонд
През 1994 г. е приет фондовият масив на Окръжния комитет на Българската комунистическа партия, възлизащ на 1058 фонда с 25 751 архивни единици, 1242 спомена и 1114 частични постъпления.
Общата фондова наличност на архива към 1 януари 2017 г. възлиза на 1831,35 линейни метра с 2991 архивни фонда (2893 учрежденски и 98 лични) и общ брой 201 378 архивни единици, 1937 частични постъпления и 2388 спомена. Застрахователният фонд се състои от 513 007 кадъра с негативи на микрофилмирани документи и 475 628 кадъра позитив.

## Ръководители
През годините ръководители на архива са:
- Борис Димитров Попов (1952 – 1954)
- Иван Миланов Начев (1954 – 1957)
- Катерина Чобанова (1958 – 1960)
- Кирил Иванов Ушатов (1960 – 1971)
- Страхил Илиев Точев (1971 – 1992)
- Петър Христов Станев (1992 – 2018)
- Любима Методиева Петрова (2019 – 2022)
- Десислава Георгиева (2022 - днес)